# غراهام ليندسي
غراهام ليندسي (بالإنجليزية: Graham Lindsey)‏ هو مغن مؤلف ومغني وعازف قيثارة وملحن أمريكي، ولد في 20 مايو 1978 في ماديسون في الولايات المتحدة.

## وصلات خارجية
- الموقع الرسمي
- غراهام ليندسي على موقع ميوزك برينز (الإنجليزية)
- غراهام ليندسي على موقع ديسكوغز (الإنجليزية)